# Demagog
Beseda demagog na splošno pomeni »zapeljivec ljudstva«, ki brezvestno izkorišča svoj vpliv na ljudstvo, večkrat z govorniško nadarjenostjo, in ga podpihuje k nemirom in uporom. Izraz se je prvič začel uporabljati v 19. stoletju v Prusiji za zastopnike nacionalno-liberalnih idej.

## Izvor besede in začetki demagogije
Beseda izvira iz grščine, saj je v stari Grčiji pomenila ljudskega (Demos) vodjo (Agogos) ali državnika. Demagogos je bil v demokratičnih antičnih Atenah svetovalec vladajočega ljudstva. Za primer takega demagogosa, ki je izvajal brezvestno politiko moči, lahko omenimo strojarja Kleona (429 - 422 pr. n. št.), ki je po Periklejevi smrti leta 429 pr. n. št. nastopil kot prvi borec stranke, ki je terjala vojno proti Šparti, kar ga je leta 422 pr. n. št. tudi stalo življenja na bojišču. Grški demagog je moč dobival predvsem na ljudskih skupščinah, kjer je predvsem pri obsodbah politikov vplival na vodenje države.

## Obdobje restavracije
V letih 1815−1848 so v Nemčiji zaradi serije atentatov na ugledne meščane, začeli preganjati demagoge, ki naj bi bili odgovorni za umore. Avstrijski minister knez Clemens von Metternich je na ministrski konferenci avgusta 1819 dosegel, da so prepovedali študentske organizacije, uvedli dodatne cenzure, podredili univerze in profesorje strogemu nadzoru ter odpustili revolucionarno misleče, za kar je skrbela osrednja preiskovalna komisija v Mainzu. Prusija je tako pri preganjanju demagogov celo prekosila Avstrijo. Zapiranje in nenehne preiskave so marsikatero znano osebnost prisilile k begu iz države, kar je zatrlo sleherni odpor in uveljavilo reakcijo. Takratnega pruskega kralja Friderika Viljema III. je strah pred demagogijo prisilil, da se je še tesneje povezal z Avstrijo in Sveto alianso.

## 20. stoletje
To stoletje zaznamuje kar nekaj političnih osebnosti, ki so s pridom uporabile demagogijo in populistično retoriko za vzpon na oblast. To sta bila na primer Adolf Hitler in Juan Peron.